# Sings with Jimmy Jones and ''The Basie-Ites''
| Recensione | Giudizio |
| ---------- | -------- |
| AllMusic   | [ 1 ]    |

Sings with Jimmy Jones and "The Basie-Ites" è un album discografico della cantante jazz statunitense Beverly Kenney, pubblicato dall'etichetta discografica Roost Records nell'aprile del 1957.

## Tracce
Lato A
1. Nobody Else But Me – 3:23 (Oscar Hammerstein II, Jerome Kern)
2. The More I See You – 3:08 (Mack Gordon, Harry Warren)
3. Old Buttermilk Sky – 2:45 (Hoagy Carmichael, Jack Brooks)
4. I Never Has Seen Snow – 3:50 (Truman Capote, Harold Arlen)
5. A Fine Romance – 2:54 (Dorothy Fields, Jerome Kern)
6. Who Cares What People Say – 2:35 (Jack Scholl, Maurice Jerome)

Lato B
1. Makin' Whoopee – 2:05 (Gus Kahn, Walter Donaldson)
2. The Charm of You – 2:28 (Sammy Cahn, Jule Styne)
3. Isn't This a Lovely Day? – 3:15 (Irving Berlin)
4. Mairzy Doats – 2:44 (Milton Drake, Al Hoffmann, Jerry Livingston)
5. My Kind of Love – 2:25 (Al Sherman, Oakley Holdeman, Albert Joseph Trace)
6. Can't Get Out of This Mood – 2:47 (Frank Loesser, Jimmy McHugh)

## Musicisti
- Beverly Kenney - voce
- Jimmy Jones - pianoforte, arrangiamenti
- Frank Wess - sassofono tenore, flauto
- Joe Newman - tromba
- Freddie Green - chitarra
- Eddie Jones - contrabbasso
- Jo Jones - batteria[3]